# Les Tourailles
Les Tourailles is een plaats en voormalige gemeente in het Franse departement Orne in de regio Normandië en telt 73 inwoners (2009). De plaats maakt deel uit van het arrondissement Argentan.
De plaats is sinds de 11e eeuw een Mariabedevaartsoord.
De oudste delen van het kasteel van Les Tourailles zijn 16e-eeuws.

## Geschiedenis
Op 1 januari 2016 fuseerden de gemeente met Athis-de-l'Orne, Bréel, La Carneille, Notre-Dame-du-Rocher, Ronfeugerai, Ségrie-Fontaine en Taillebois tot de commune nouvelle Athis-Val de Rouvre.

## Geografie
De oppervlakte van Les Tourailles bedraagt 2,5 km², de bevolkingsdichtheid is dus 29,2 inwoners per km².
De onderstaande kaart toont de ligging van Les Tourailles met de belangrijkste infrastructuur en aangrenzende gemeenten.

## Demografie
Onderstaande figuur toont het verloop van het inwonertal (bron: INSEE-tellingen).
Athis-de-l'Orne · Bréel · La Carneille · Notre-Dame-du-Rocher · Ronfeugerai · Ségrie-Fontaine · Taillebois · Les Tourailles